# باشگاه فوتبال تیومن
باشگاه فوتبال تیومن (انگلیسی: FC Tyumen) یک باشگاه فوتبال در شهر تیومن در کشور روسیه است. این باشگاه در لیگ حرفه‌ای فوتبال روسیه بازی می‌کند. این باشگاه در سال ۱۹۶۱ تأسیس شده‌است. Geolog Stadium محل برگزاری بازی‌های خانگی این باشگاه است.

## تاریخچه
این باشگاه در سال 1961 تاسیس شد و در کلاس B شوروی (1961-1970)، لیگ دوم (1971-1986) و لیگ اول (1987-1991) بازی کرد. در سال 1992 تیومن وارد لیگ برتر تازه تاسیس روسیه شد و بین 20 تیم در رده آخر قرار گرفت. در سال 1993 تیومن منطقه شرق لیگ دسته اول را به دست آورد و برای دو فصل دیگر به لیگ برتر بازگشت و بهترین نتیجه تاریخ خود را در سال 1994 (مقام دوازدهم) به دست آورد. پس از سقوط در سال 1995، تیومن بار دیگر در سال 1996 قهرمان لیگ دسته اول شد. در سال های 1998 و 1999 تیومن دو سقوط متوالی را متحمل شد و در نهایت به دسته دوم رسید.. در سال های 2000-2002، تیومن در دسته دوم بازی کرد و کمتر از چهارم نشد. در سال 2003 این باشگاه از حضور در لیگ دسته دوم خودداری کرد و در عوض یک تیم جوانان را در لیگ آماتور به میدان فرستاد. در سال 2004، این باشگاه یک تیم بزرگسالان را نیز وارد میدان کرد و در مسابقات منطقه ای لیگ آماتور پیروز شد، اما از صعود خودداری کرد. پس از کسب مقام اول در سال 2005، تیومن به فوتبال حرفه ای بازگشت و شروع به بازی در دسته دوم کرد. این تیم منطقه خود را در لیگ فوتبال حرفه ای روسیه در فصل 14-2013 برد و به لیگ ملی فوتبال روسیه سطح دوم صعود کرد . علیرغم پایان یافتن در منطقه سقوط در پایان فصل 2017-2018، این باشگاه سقوط نکرد زیرا سایر باشگاه های پیشرو در جدول رده بندی نتوانستند مجوز لیگ برای فصل 2018-2019 را دریافت کنند. در 20 مارس 2019، 6 امتیاز در جدول رده بندی از تیومن به دلیل بدهی های پرداخت نشده به بازیکنان سابق مارات شایموردانوف ، سرگئی شومیکو و نیکیتا فورسین گرفته شد . در نتیجه، باشگاه از جایگاه هجدهم به رده نوزدهم سقوط کرد (هر دو در منطقه سقوط).<rихяжef></ref> این باشگاه در پایان فصل 19-2018 به PFL سقوط کرد . پس از فصل 2022-23 به لیگ اول روسیه صعود کرد . 